# Beutaran
Beutaran is een bestuurslaag in het regentschap Lembata van de provincie Oost-Nusa Tenggara, Indonesië. Beutaran telt 601 inwoners (volkstelling 2010).